# Sandaré
Sandaré è un comune rurale del Mali facente parte del circondario di Nioro du Sahel, nella regione di Kayes.
Il comune è composto da 23 nuclei abitati:
- Allahina-Bangassi
- Assa-Tiémala
- Dembala
- Diabé
- Diallara
- Diamel-Sar-Sar
- Dioka
- Gounouguédou
- Koré
- Koronga
- Kossoumalé
- Madina-Tiancourouni

- Makana
- Monzombougou
- Palal-Bidadji
- Sara-Madina
- Samantara
- Sandaré
- Sécoureba
- Sécoureni
- Séoundé
- Sérédji
- Wassamangatéré